# Episodi de Le allegre avventure di Scooby-Doo e i suoi amici (seconda stagione)
Lista degli episodi della seconda stagione di Le allegre avventure di Scooby-Doo e i suoi amici.
| N° | N° | Titolo italiano                  | Titolo italiano della prima trasmissione | Titolo originale              | Prima TV Italia | Prima TV originale |
| -- | -- | -------------------------------- | ---------------------------------------- | ----------------------------- | --------------- | ------------------ |
| 1  | 1  | Scoobynocchio                    | Scooby, Pinocchio e Popcorn              | Scooby-Nocchio                | 10 giugno 1983  | 19 settembre 1981  |
| 1  | 2  | Lo spettro del capitano          | Scooby e il fantasma del faro            | Lighthouse Keeper Scooby      | 10 giugno 1983  | 19 settembre 1981  |
| 1  | 3  | Il fantasma di casa Scooby       | Gli antenati di Scooby                   | Scooby's Roots                | 10 giugno 1983  | 19 settembre 1981  |
| 2  | 4  | Scooby e il mistero di Atlantide | La fuga di Scooby da Atlantide           | Scooby's Escape From Atlantis | 14 giugno 1983  | 26 settembre 1981  |
| 2  | 5  | Excalibur                        | Scooby e la spada nella roccia           | Excalibur Scooby              | 14 giugno 1983  | 26 settembre 1981  |
| 2  | 6  | Scooby salva il mondo            | Scooby salva il mondo                    | Scooby Saves the World        | 17 giugno 1983  | 26 settembre 1981  |
| 3  | 7  | Scooby Baby Boo                  | Scooby torna bambino                     | Scooby Dooby Goo              | 15 giugno 1983  | 3 ottobre 1981     |
| 3  | 8  | Il tempio del drago              | Scooby e il drago addormentato           | Rickshaw Scooby               | 15 giugno 1983  | 3 ottobre 1981     |
| 3  | 9  | La pentola piena d'oro           | Scooby e la pentola d'oro                | Scooby's Luck of the Irish    | 14 giugno 1983  | 3 ottobre 1981     |
| 4  | 10 | Dietro le quinte                 | Scooby fa spettacolo                     | Backstage Scooby              | 15 giugno 1983  | 10 ottobre 1981    |
| 4  | 11 | Code in pericolo                 | Scooby e la casa dei misteri             | Scooby's House of Mystery     | 17 giugno 1983  | 10 ottobre 1981    |
| 4  | 12 | La notte dei sogni               | Sogni d'oro Scooby                       | Sweet Dreams Scooby           | 17 giugno 1983  | 10 ottobre 1981    |
| 5  | 13 | Un salto nel futuro              | Scooby nel 2000                          | Scooby-Doo 2000               | 22 giugno 1983  | 17 ottobre 1981    |
| 5  | 14 | Il concorso rock                 | Scooby al festival del rock              | Punk Rock Scooby              | 22 giugno 1983  | 17 ottobre 1981    |
| 5  | 15 | Gli esperimenti del Dr. Wolf     | Scooby e il dott. Jekyll                 | Canine to Five                | 21 giugno 1983  | 17 ottobre 1981    |
| 6  | 16 | Il vampiro                       | Scooby e il vampiro                      | Hard Hat Scooby               | 21 giugno 1983  | 24 ottobre 1981    |
| 6  | 17 | Le piante carnivore              | Scooby e le piante carnivore             | Hothouse Scooby               | 22 giugno 1983  | 24 ottobre 1981    |
| 6  | 18 | I mostri di Monrovia             | Scooby campione di rugby                 | Pigskin Scoob                 | 24 giugno 1983  | 24 ottobre 1981    |
| 7  | 19 | La gara aerea                    | Scooby campione dell'aria                | Sopwith Scooby                | 21 giugno 1983  | 31 ottobre 1981    |
| 7  | 20 | Scooby e il BigFoot              | Scooby esploratore                       | Tenderbigfoot                 | 24 giugno 1983  | 31 ottobre 1981    |
| 7  | 21 | Scooby e il gigante del castello | Scooby e le piante di fagioli            | Scooby and the Beanstalk      | 24 giugno 1983  | 31 ottobre 1981    |